# Temple mormon d'Ogden
Le temple mormon d’Ogden est un temple de l’Église de Jésus-Christ des saints des derniers jours situé à Ogden, dans l’État d’Utah, aux États-Unis. Il a été inauguré le 18 janvier 1972.

## Galerie

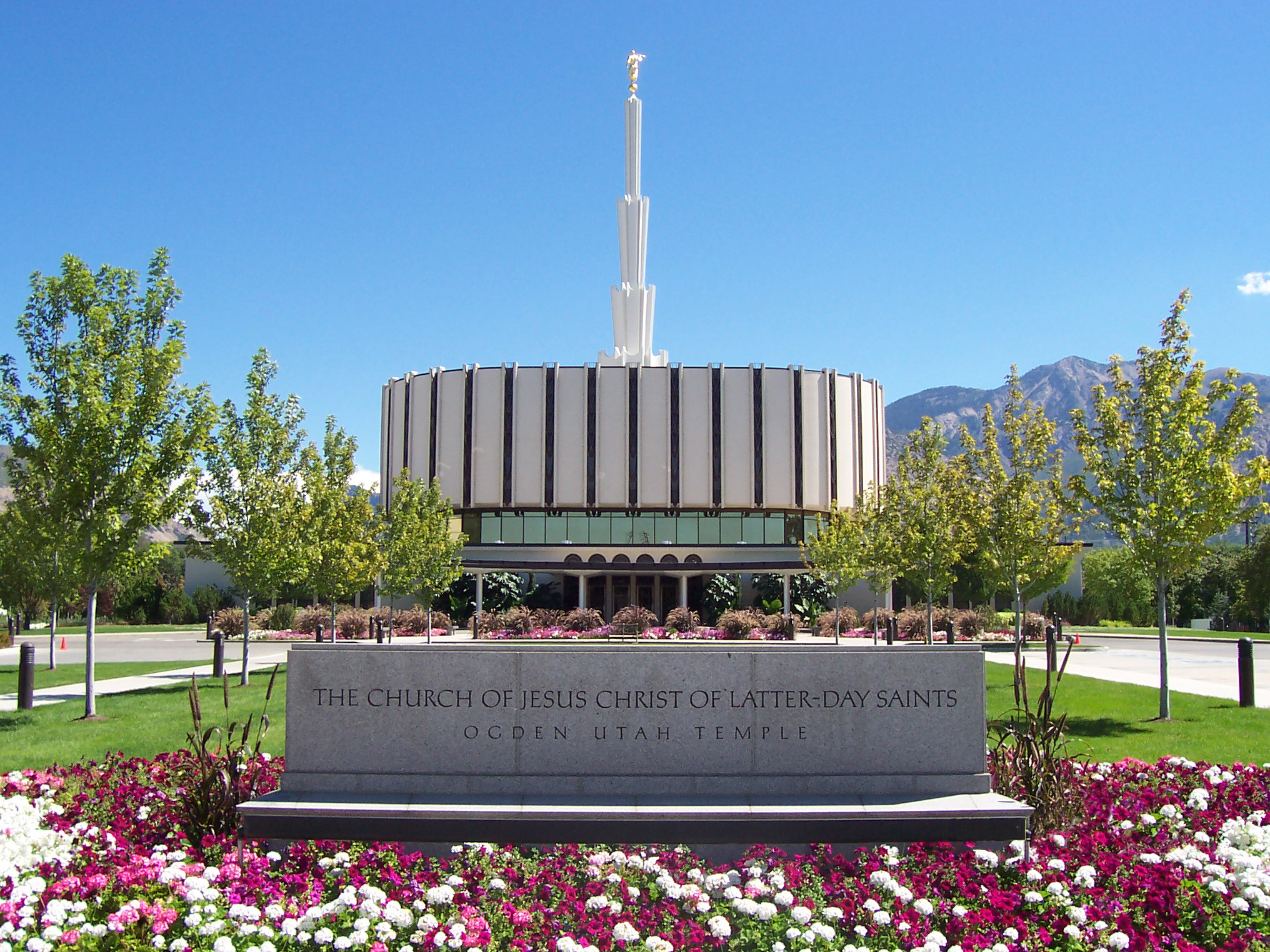
Le temple avant les rénovations de 2014.